# Darè
Darè är en ort och frazione i kommunen Porte di Rendena i provinsen Trento i regionen Trentino-Sydtyrolen i Italien. 
Darè upphörde som kommun den 1 januari 2016 och bildade med de tidigare kommunerna Vigo Rendena och Villa Rendena den nya kommunen Porte di Rendena. Den tidigare kommunen hade 282 invånare (2015).